# Adriaan Stoop

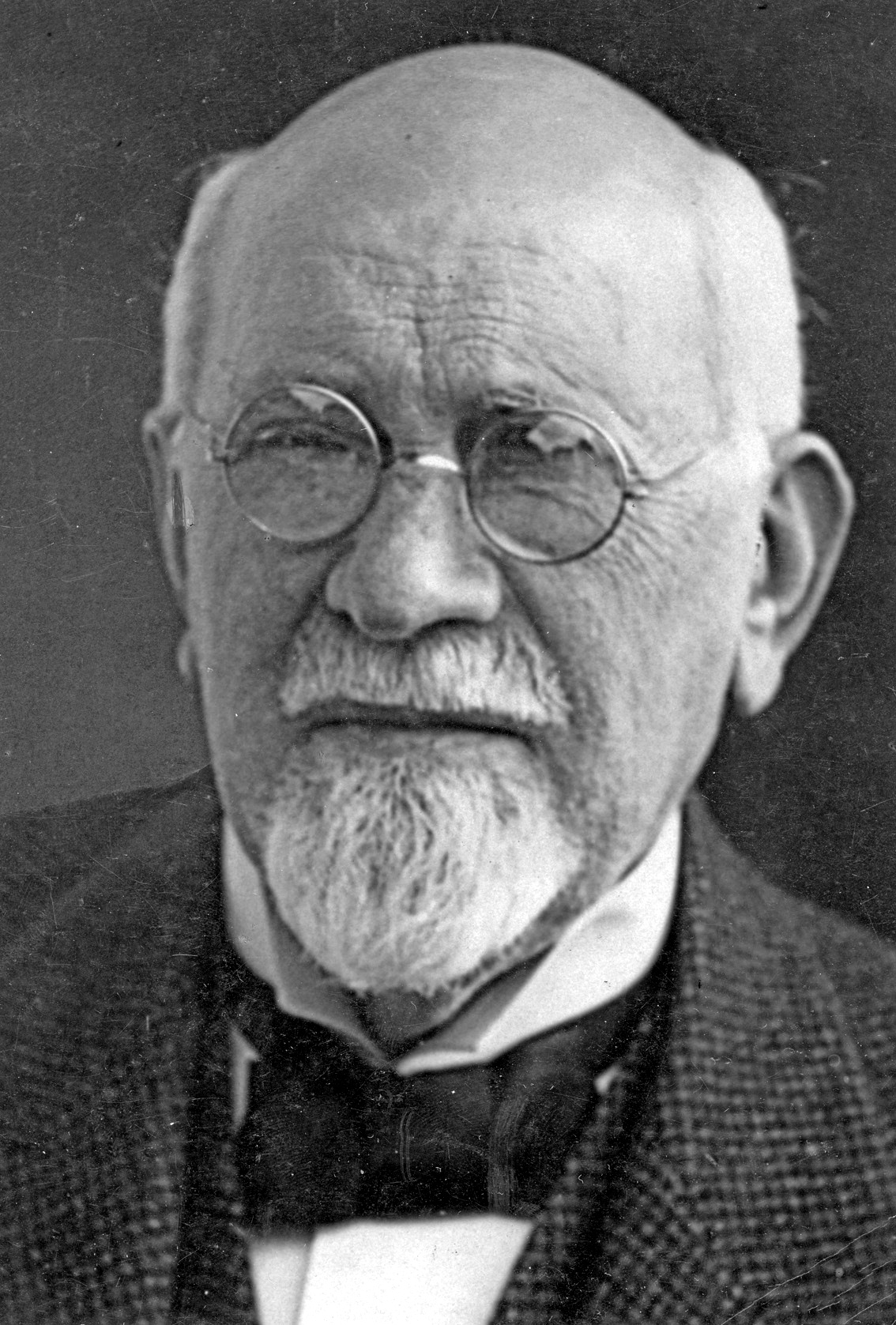
Adriaan Stoop (1931)

Adriaan Stoop (* 18. Oktober 1856 in Dordrecht, Niederlande; † 7. September 1935 in Bloemendaal, Niederlande) war ein niederländischer Bergingenieur, Unternehmer und Pionier der Erdölindustrie in Niederländisch-Indien, der heutigen Republik Indonesien.
Seine bedeutendste Leistung war die Gründung und Leitung der Gesellschaft Dordtsche Petroleum Maatschappij auf Java. Diese war 1887 das erste private Unternehmen, das dort nach Erdöl suchte und wurde bereits zehn Jahre später die damals kapitalstärkste Aktiengesellschaft der Niederlande. Sein Forschungsbericht aus dem Jahr 1888 über die Petroleumindustrie in Nordamerika und die dort verwendeten Bohrtechniken, die Raffinierung, den Transport und die Lagerung von Erdöl wurde zum Standardwerk der niederländisch-indischen Erdölindustrie damaliger Zeit.
Ende des 19. Jahrhunderts verließ Stoop im Alter von 40 Jahren Java und kehrte als erfolgreicher Unternehmer und reich begüterter Mann in die Niederlande zurück. In seiner neuen Wahlheimat Bloemendaal erwarb er den Landsitz de Rijp, welcher sein neuer Familiensitz wurde. Da er kein Mann des Müßiggangs und der eintönigen Ruhe war und eine tatendurstige und pionierhafte Persönlichkeit besaß, widmete er sich in philanthropischer Weise seiner neuen Heimat und der Zukunftsperspektive seiner Kinder. Ebenso wenig konnte er jedoch neuen Herausforderungen und Entdeckungen widerstehen.
So gründete Stoop zu Beginn des 20. Jahrhunderts die Erste Bayerische Petroleum-Gesellschaft, als er nach erfolgreichen Bohrungen in Bayern am Tegernsee Erdöl entdeckte. Nach kurzer Zeit waren die Vorkommen erschöpft und Stoop stieß stattdessen auf ein ergiebiges iod-schwefelhaltiges Thermalwasservorkommen. So errichtete er neben der Heilquelle in Wiessee ein Badehaus für medizinische Wannenbäder. Zehn Jahre später wurde der Ort Heilbad und durfte sich fortan Bad Wiessee nennen. Ebendort wurde er 1922 zum Ehrenbürger ernannt.
Stoop war verheiratet mit Willemina Bernardina van Deventer (1859–1934) und hatte fünf Kinder. Er starb im Familiensitz Villa de Rijp in Bloemendaal ein Jahr nach seiner Frau. Sein Nachlass wird heute über die Stoop-Van-Deventer-Stiftung verwaltet.

## Leben

### Abstammung

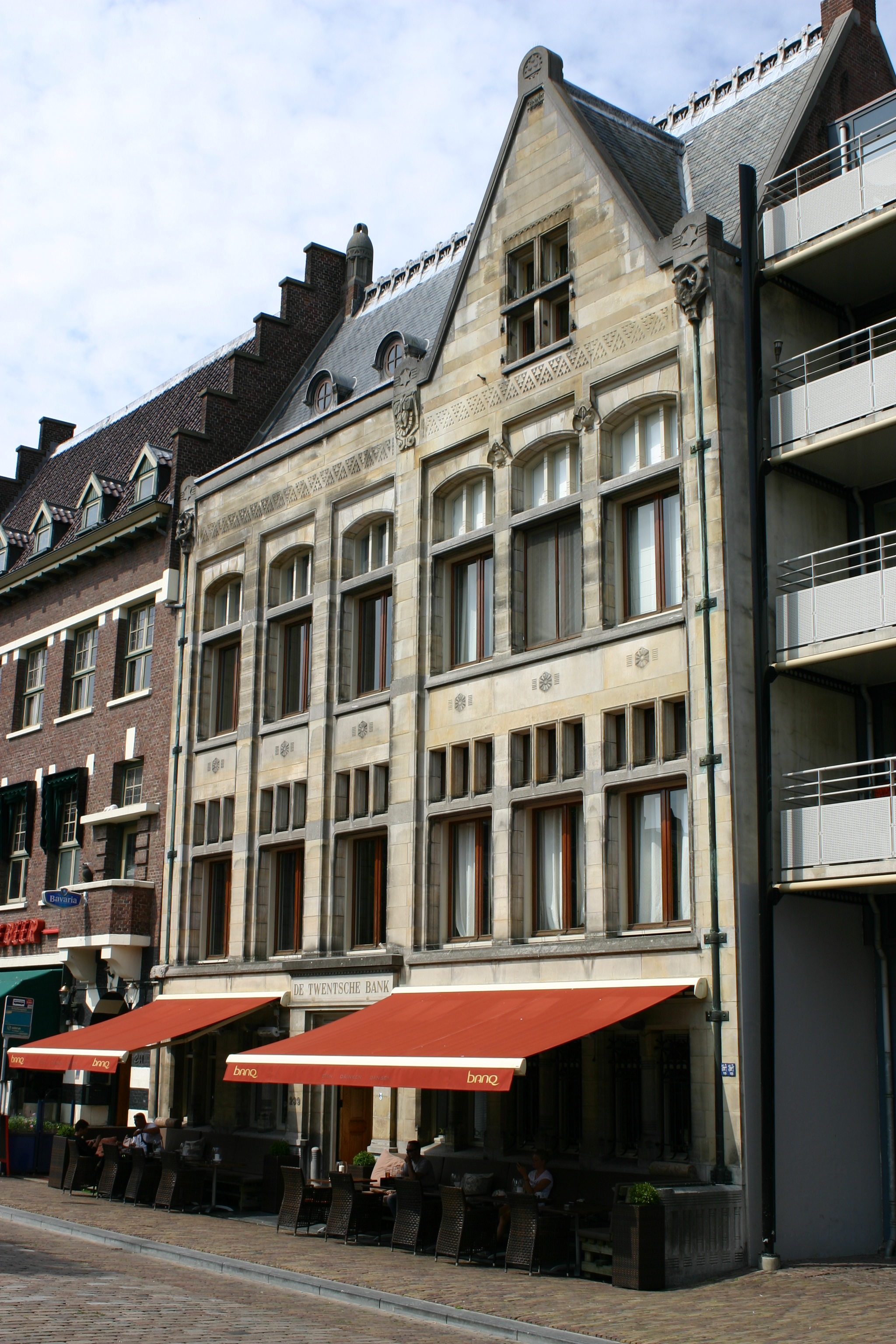
Ehemaliges Wohnhaus der Familie Stoop, heute Wijnstraat 239 in Dordrecht

Stoops gleichnamiger Vater Adriaan Stoop (1818–1888) stammte von einem alteingesessenen Regentengeschlecht ab, welches früher zum niederländischen Patrizieradel gehörte und seit Generationen in Dordrecht lebte. Am 8. August 1849 heiratete er Cornelia Déking Dura (1827–1902), die aus einer reichen dordrechtschen Kaufmannsfamilie stammte, welche eigene Schiffe besaß. Sie lebten in Dordrecht in der Wijnstraat 129 (Weinstraße) in einem Gebäude, das seit mehreren Generationen im Familienbesitz war. Stoops Vater war zunächst als Brauer und Mälzer in der Brauerei De Oranjeboom tätig, welche er 1852 nach dem Tod seiner Mutter übernahm. Später gründete Stoops Vater zusammen mit Jan Marius Rens (1848–1909) das Kreditinstitut Stoop & Rens in Dordrecht und betätigte sich als Bankier, Gutsverwalter und Makler.

### Kindheit, Jugend und Studium (1856–1878)
Stoop wurde als fünftes von elf Kindern geboren und am 30. November 1856 getauft. Er wuchs in Dordrecht auf und besuchte dort die höhere Bürgerschule. Ebenda lernte er seine spätere Frau kennen. Stoop war 16 Jahre alt, als er seine Schulausbildung in Dordrecht regulär beendete und sich mit 17 an der polytechnischen Hochschule in Delft immatrikulierte für ein Studium als Bergingenieur. Bereits im Alter von 22 Jahren erwarb er ein Diplom und verlobte sich im selben Jahr mit Willemina Bernardina van Deventer (1859–1934).

### Staatsdienst und Heirat (1879–1885)
Nach seinem Studium bewarb sich Stoop 1879 erfolgreich in den Staatsdienst und arbeitete als Ingenieur dritter Klasse ab dem 27. Januar 1880 für die Grundwasser-Untersuchungsabteilung des Niederländisch-Indischen Bergbauministeriums auf Java. Er hatte die Aufgabe in der Umgebung der Garnisonsstadt Surabaya die Geologie zu erforschen und nach artesischem Wasser zu suchen für die Trinkwasserversorgung der Stadt. Damals verdiente er als angehender Ingenieur etwa 300 Gulden im Monat, was nicht sehr viel war. Dennoch heiratete er am 25. August 1880 seine Verlobte Willemina, die noch in Dordrecht lebte, durch eine Fernheirat und ließ sie zu sich nach Java reisen. Nach seiner Stationierung begann er mit der Erkundung in der Umgebung der Gemeinde Kotie bei Surabaya und erwarb seine ersten Erfahrungen bei Bohrungen nach Wasser. Er konnte keine geeigneten Wasservorkommen finden, jedoch stieß er stattdessen des Öfteren auf Erdöl.
Ein Jahr später kam seine erste Tochter Anne Marie (1881–1949) zur Welt. Ab 1883 wohnte er in Dinoyo einem alten Stadtteil von Surabaya, wo seine zweite Tochter Cornelia (1883–1965) geboren wurde.
Seine nächsten geologischen Untersuchungen führten ihn in die Region Probolinggo und mit Unterbrechungen war er von August 1884 bis April 1885 am Vulkan Merapi südlich von Semarang tätig. Da er in Probolinggo ebenfalls kein geeignetes Wasservorkommen fand und bei seinen weiteren Erkundungen erneut auf Erdöl stieß, empfahl er dem Kolonialminister eine staatliche Erforschung und Ausbeutung der Erdölvorkommen auf Java, wie es auf Sumatra bereits geschah. Doch seinen Vorschlägen wurde kein Gehör geschenkt.
Stoops Frau Willemina litt Ende 1885 an einer Blutvergiftung. Ihre Krankheit erforderte eine Rückreise in die Niederlande für eine medizinische Behandlung, da das feuchte Klima auf Java ihre Genesung behinderte. Stoops finanzielle Mittel reichten nicht aus, um eine Rückreise mit dem Schiff in die Niederlande zu finanzieren. Doch Frederick (1854–1933), sein zwei Jahre älterer Bruder und vermögender Wertpapiermakler in London, kam großzügig für die Reisekosten auf. Rückblickend gesehen sollte dieses Ereignis den sowohl persönlichen als auch geschäftlichen Wendepunkt im Leben der Stoops einläuten.

### Vereinigte Staaten und Selbstständigkeit (1886–1887)
Aufgrund seiner praktischen Erfahrungen in Java und geologischen Kenntnisse sollte Stoop 1886 im Auftrag des Ministeriums nach Niederländisch-Indien zurückkehren und in Nordsumatra eingesetzt werden. Die Tiefenbohrungen nahe dem Ölfeld Telaga Said in der Regierungsprovinz Langkat waren ins Stocken geraten und er sollte sie wieder voranbringen. Doch er war sich seiner fehlenden Erfahrung für tiefe Bohrungen bewusst und kannte die schlechte Ausrüstung des Ministeriums nur zu gut. Sein Ruf stand auf dem Spiel und er machte den Gegenvorschlag, seinen Urlaub in Europa abzubrechen und in die Vereinigten Staaten zu reisen. Dort wollte er das notwendige Wissen erwerben über Tiefbohrtechniken, die Raffinierung, den Transport und die Lagerung von Erdöl. Die Studienreise wurde vom Ministerium mit der Auflage finanziert, dass sie nicht länger als 100 Tage dauern durfte. Am 2. August 1886 reiste er nach New York ab.
In den Vereinigten Staaten angekommen, erkannte Stoop früh die Bedeutung einer zukünftigen auf Java aus Sicht der bereits etablierten amerikanischen Großunternehmen. Noch in den Staaten beantragte er eine private Ölerkundungskonzession in der Region bei Surabaya, wo er bereits im Auftrag des Bergbauministeriums tätig gewesen war. Während seiner Rückreise aus den Staaten wurde sein Antrag am 30. Oktober 1886 bewilligt, und am 24. November 1886 kehrte er in die Niederlande zurück. Stoop hatte einen reichen Schatz an Erfahrungen gesammelt und bekam am 15. Dezember 1886 den offiziellen Auftrag des Kolonialministers Sprenger van Eyk, sein erworbenes Wissen in schriftlicher Form festzuhalten. Wieder empfahl Stoop die weitere Erkundung und den Aufbau einer staatlichen Erdölförderung auf Java – abermals vergeblich. Nun fasste er den Entschluss, sich selbstständig zu machen und dies ohne Berücksichtigung seiner gesicherten staatlichen Anstellung.
Anfang des Jahres 1887 kehrte Stoop nach Java zurück und erläuterte dem Ministerium sein Vorhaben, dort ein privat geführtes Erdölunternehmen zu gründen. Der Gouverneur versicherte ihm die Unterstützung der Regierung und stellte ihn für drei Jahre vom Dienst frei, damit er seinen riskanten Plan verwirklichen konnte. Die Kapitalbeschaffung für das geplante Unternehmen überließ Stoop seinem älteren Bruder Frederick (1854–1933). Während er auf einen Bescheid seines Bruders und das erhoffte Kapital wartete, schrieb Stoop im Frühjahr 1887 seinen mehr als 260 Seiten umfassenden Bericht über das gesammelte Wissen, das er auf seiner Forschungsreise quer durch die Staaten erworben hatte. Seine Abhandlung erschien 1888 im alljährlich erscheinenden Jahrbuch des Bergbaus in Niederländisch-Indien; es wurde zum Standardwerk der niederländischen Erdölindustrie und zudem bekannt als Stoops Bibel.

### Dordtsche Petroleum Maatschappij (1887–1896)

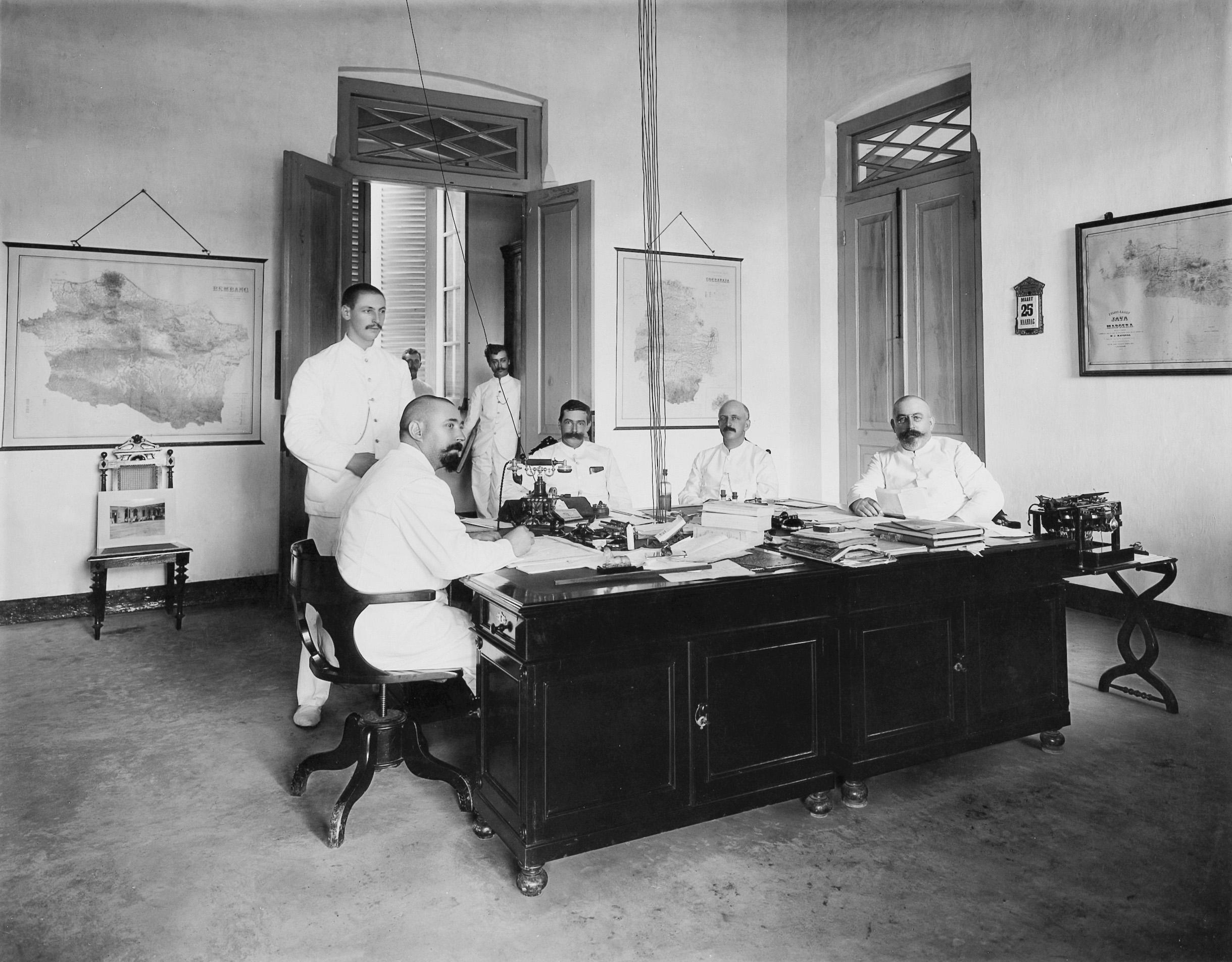
Direktion der Dordtschen Petroleum Maatschappij, 1896, (Stoop ganz rechts)

Am 22. Juli 1887 gründete Stoop die Gesellschaft Dordtsche Maatschappij mit einem Startkapital von 150.000 Gulden. Sie war die erste Ölgesellschaft in Niederländisch-Indien mit dem Ziel der Suche nach Erdöl und dessen Förderung. Das Kapital beschaffte sein Bruder Frederick trotz seiner Bankierstätigkeit hauptsächlich von Familienmitgliedern. Bereits am 12. Februar 1888 wurde die erste sprudelnde Ölquelle in der Gemeinde Kotie bei Surabaya erbohrt. Die zur Produktion von Lampenöl benötigte Raffinerie baute Stoop in Medaeng nahe der Ölfundstelle auf und die dort produzierte erste Kiste Lampenöl wurde dem Regierungssekretär für Wirtschaft übergeben, welcher die erste mit Java-Öl brennende Lampe seinen geladenen Gästen präsentieren konnte.
Am 24. Juli 1888 starb Stoops Vater im Alter von 69 Jahren.
Aufgrund der Entdeckung von Erdöl in kommerziell verwertbarer Menge bekam Stoop die Erdölförderkonzession am 31. März 1889 zugeteilt. Die ersten Einnahmen für ausgeliefertes Lampenöl konnten bereits am 14. April 1889 verbucht werden und die Raffinerie nahm ihren reguläre Betrieb auf. Um eine weitere Expansion zu ermöglichen, erhöhte die Dordtsche Maatschappij ihr Kapital auf 350.000 Gulden und der Name der Gesellschaft wurde dem neuen Zweck angepasst und geändert in Dordtsche Petroleum Maatschappij. Zwischen 1887 und 1889 fand Stoop acht neue Ölquellen mit unterschiedlichen Fördermengen und bereits zum Jahresende 1889 produzierte die Raffinerie in Medaeng etwa 296.000 Liter Lampenöl, was dem Kapazitätsmaximum der kleinen Raffinerie entsprach. Stoop belieferte hauptsächlich den lokalen Markt für Lampenöl auf Java, während seine größeren Konkurrenten ihre Produkte auf dem Weltmarkt exportieren mussten. Dadurch konnte er sein Öl zu günstigeren Preisen anbieten und mit nur geringem Aufwand gute und sichere Profite erzielen.

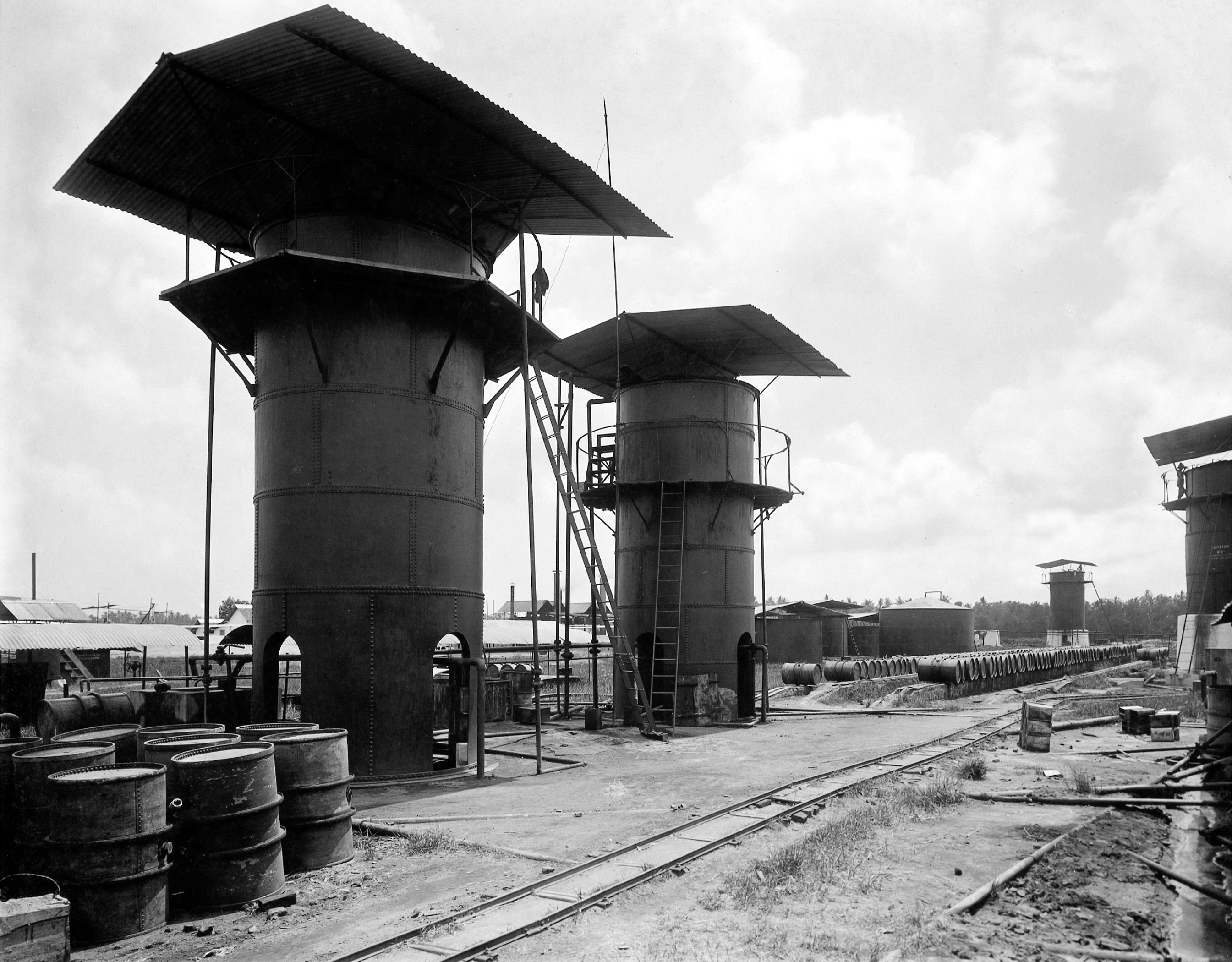
Raffinerie der Dordtschen Petroleum Maatschappij in Wonokromo, 1892

 So entschied sich Stoop 1890, eine größere Raffinerie aufzubauen. Einen nahegelegenen Standort fand er in Wonokromo, einem heutigen Stadtteil von Surabaya, mit einem Eisenbahnknotenpunkt und günstig am Wonokromokanal gelegen. Die Entfernung der Raffinerie zur Ölquelle betrug etwa sieben Kilometer und Stoop bekam die Erlaubnis, eine Pipeline dorthin einzurichten. Aufgrund der gestiegenen Arbeitsbelastung kam im März 1890 Jan Stoop (1858–1931) nach Surabaya und unterstützte seinen Bruder bei der Arbeit. Ein neues Haus in Simpang, etwas nördlich von Wonokromo gelegen, wurde der neue Wohnsitz der Familie Stoop. Während des Jahres 1890 wurden zehn weitere Bohrungen durchgeführt, jedoch lieferten nur einige Rohöl. Ende des Jahres 1890 produzierte die Raffinerie Wonokromo 995.000 Liter Lampenöl, 473.000 Liter Dieselöl, 9000 Liter Benzin und 8600 Liter Schmieröl. Im März 1891 konnte die Raffinerie an die Pipeline angeschlossen werden und die Jahresproduktion stieg auf etwa 2,9 Millionen Liter Lampenöl, 48.000 Liter Benzin, 20.000 Liter Schmieröl und eine erhebliche Menge Dieselöl.
Im Jahr 1891 erkrankte Stoop und musste aus gesundheitlichen Gründen zurück in die Niederlande reisen. Sein Bruder Frederick besuchte ihn auf eigene Kosten auf Java und konnte ihn überreden, nach Europa zurückzukehren. Im Mai 1891 machte sich die Familie Stoop auf den Heimweg in die Niederlande und am 1. Dezember 1891 wurde Stoops dritte Tochter in der Gemeinde Oosterbeek, einem Vorort von Arnheim geboren. Während seiner Abwesenheit von Java übernahm Jan Stoop stellvertretend die Geschäftsleitung auf Java.

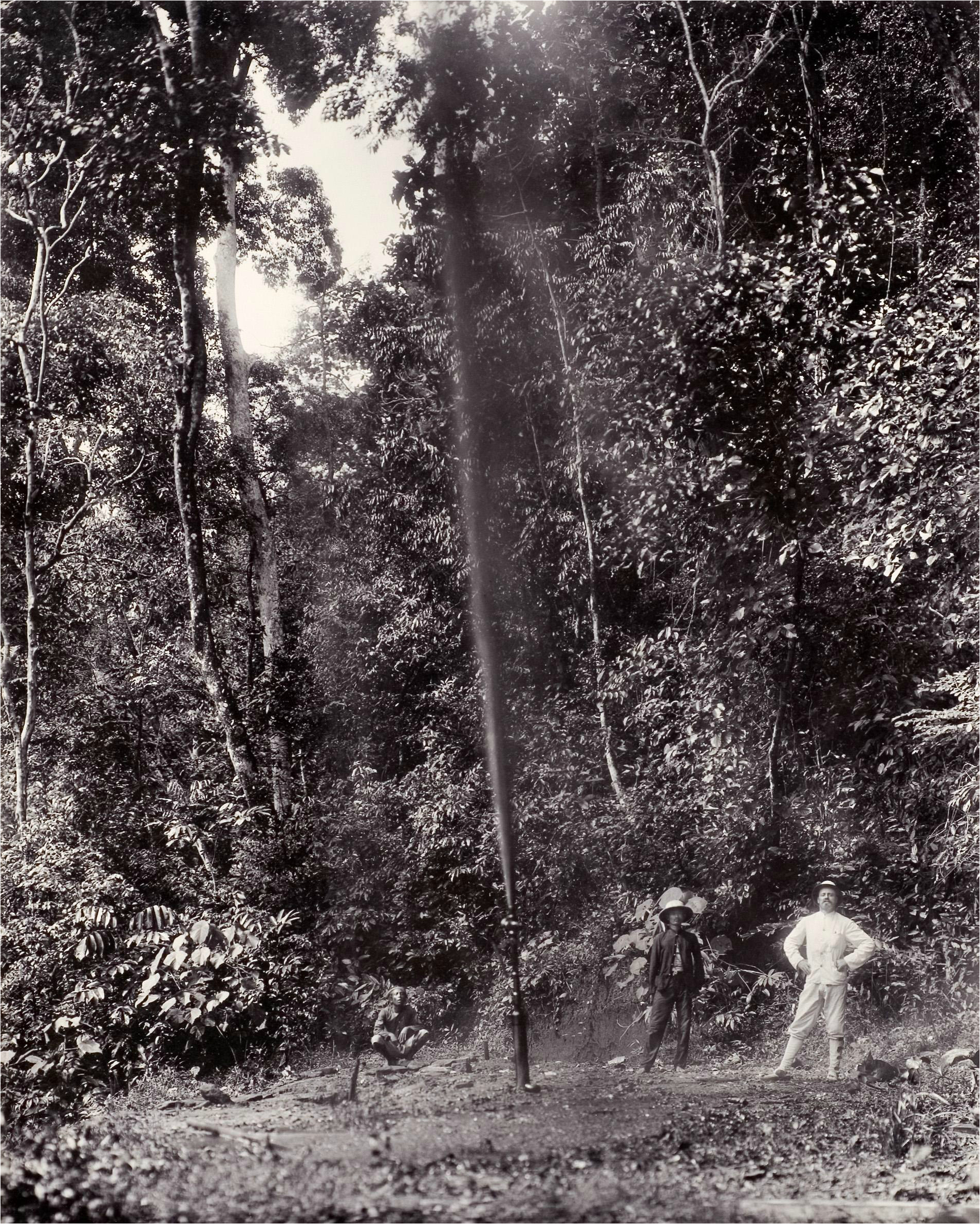
Ölquelle in Panolan, etwa 1893

Jan erwarb neue Erdölkonzessionen im Tinawun-Distrikt in der Region Rembang und im Juli 1892 fanden die ersten Explorationsbohrungen bei Gogor statt. Im November 1892 erhielt Jan die Genehmigung zum Bau einer Pipeline von Tjepu zur Raffinerie in Wonokromo bei Surabaya. Als Ende des Jahres 1892 Stoop nach Java zurückkehrte, betrug die Gesamtproduktion der Gesellschaft Dordtsche Petroleum Maatschappij etwa 9,2 Millionen Liter Rohöl pro Jahr.

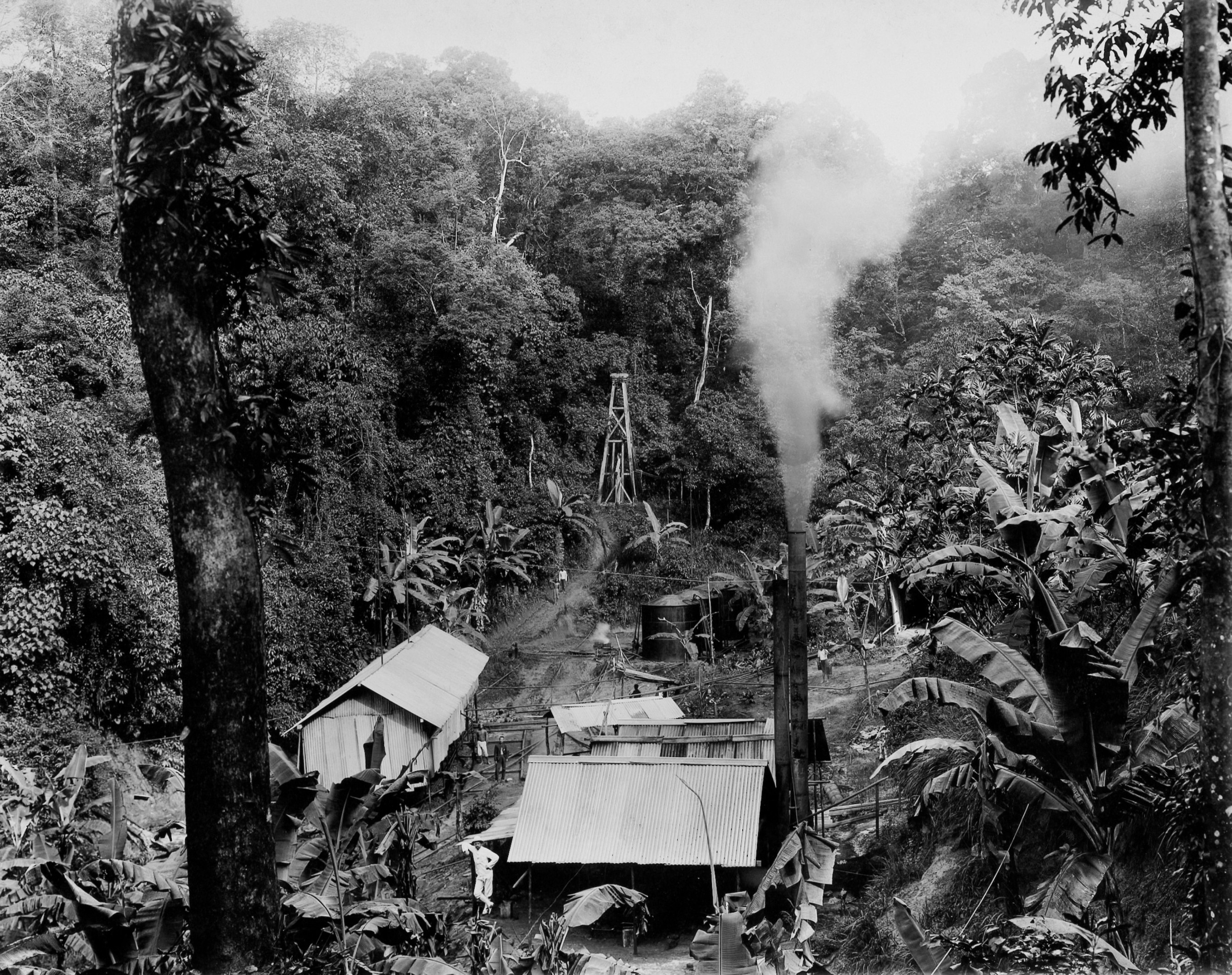
Pumpstation im Dschungel bei Ledok, etwa 1900

Im Februar 1893 führte Stoop erste geologische Erkundungen bei Panolan und Ledok in der Region Rembang durch, für die sein Bruder Jan ebenfalls neue Erkundungskonzessionen erworben hatte. Die Region Rembang erwies sich als ein schwieriges Territorium, allerdings entdeckte Stoop bereits am 15. Oktober bei Panolan in einer Tiefe von etwa 100 Metern eine sprudelnde Ölquelle. Einen geeigneten Standort für die notwendige Raffinerie fand er in Tjepu am Fluss Solo in der Ngareng Region. 1894 begann Stoop mit dem Aufbau der neuen Raffinerie bei Tjepu und nach einer ersten provisorischen Raffinierung am 8. Oktober 1894 konnte das erste Lampenöl für den Handel am 11. Dezember 1894 ausgeliefert werden. Stoop übernahm 1895 weitere Konzessionen von anderen Firmen in der Region Rembang und führte die verstreut liegenden Ölfelder durch den Bau einer Pipeline nach Kedewan zusammen. Die Tjepu-Raffinerie wurde das zentrale Herstellungszentrum für Lampenöl in der Region Rembang mit einer Fördermenge von etwa 111.000 Liter Lampenöl pro Tag. Diese Menge konnte nicht mehr am lokalen Markt verkauft werden, und so begann Stoop mit dem Bau einer Pipeline nach Wonokromo bei Surabaya.
Am 15. Juni 1895 wurde Stoops vierte Tochter Theodora (Dörrie) in Surabaya geboren.

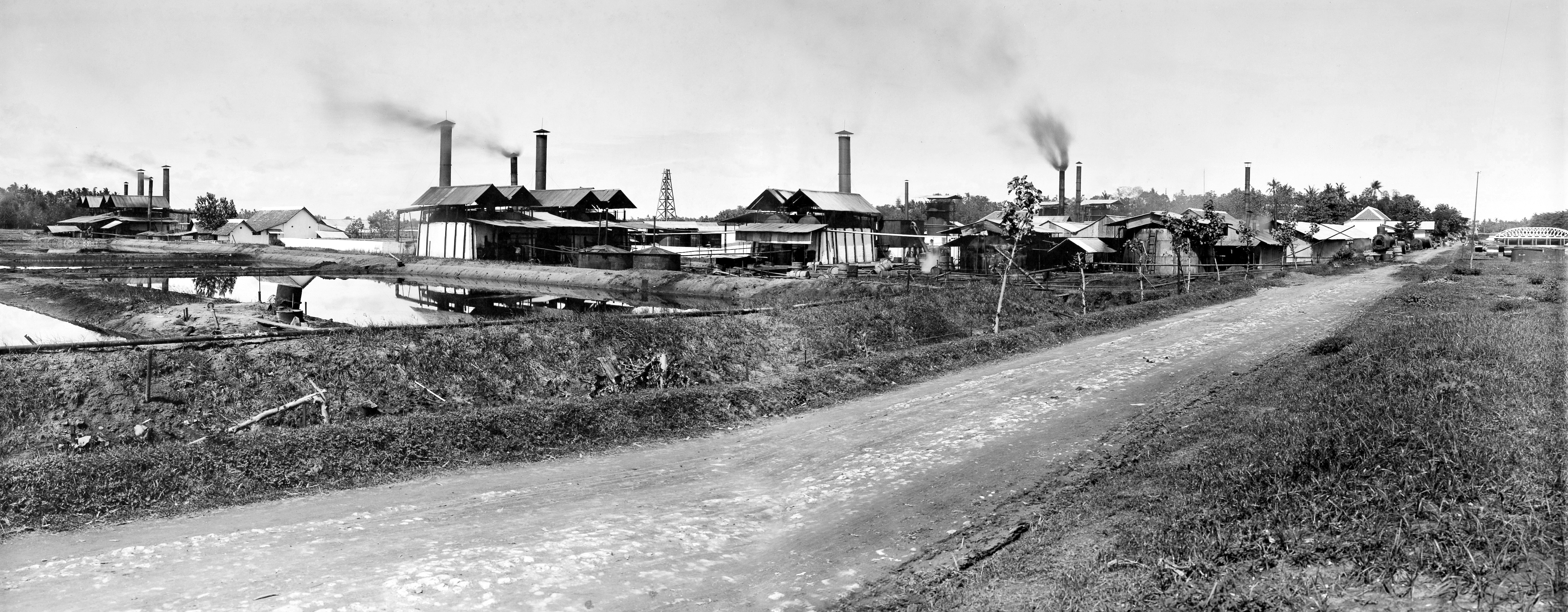
Raffinerie der Dordtschen Petroleum Maatschappij in Tjepu, etwa 1900

### Zurück in den Niederlanden (1896–1902)
Im Mai 1896 kehrte Stoop im Alter von 40 Jahren in die Niederlande zurück, überließ die Geschäftsführung auf Java seinem Bruder Jan und wurde Vorstandsvorsitzender der Gesellschaft Dordtsche Petroleum Maatschappij in den Niederlanden. Die Tjepu-Wonokromo-Pipeline auf Java mit einer Länge von etwa 150 km wurde vollendet und nahm ihren Betrieb 1897 auf.
In den Niederlanden angekommen, gestaltete Stoop das bisherige Familienunternehmen um und brachte die Dordtsche Petroleum Maatschappij an die Börse in Amsterdam um eine weitere Expansion zu ermöglichen. Die 350 Anteile der ehemaligen Gesellschaft wurden am 12. März 1897 in die Dordtsche Petroleum Industrie Maatschappij eingebracht. Diese emittierte normale Aktien im Wert von zehn Millionen Gulden, Vorzugsaktien im Wert von fünf Millionen Gulden und zusätzlich Schuldverschreibungen im Wert von ebenfalls fünf Millionen Gulden. Die europäische Direktion der neuen Gesellschaft richtete sich in Amsterdam in der Doelenstraat ein. Mit einem Gesamtaktienkapital von fünfzehn Millionen Gulden wurde die Dordtsche Petroleum Industrie Maatschappij zur damaligen Zeit die kapitalstärkste Gesellschaft in den Niederlanden. Jeder Anteil der ursprünglichen Gesellschaft brachte dem Inhaber 14.900 Gulden Bargeld und Aktien im Wert von 20.000 Gulden.

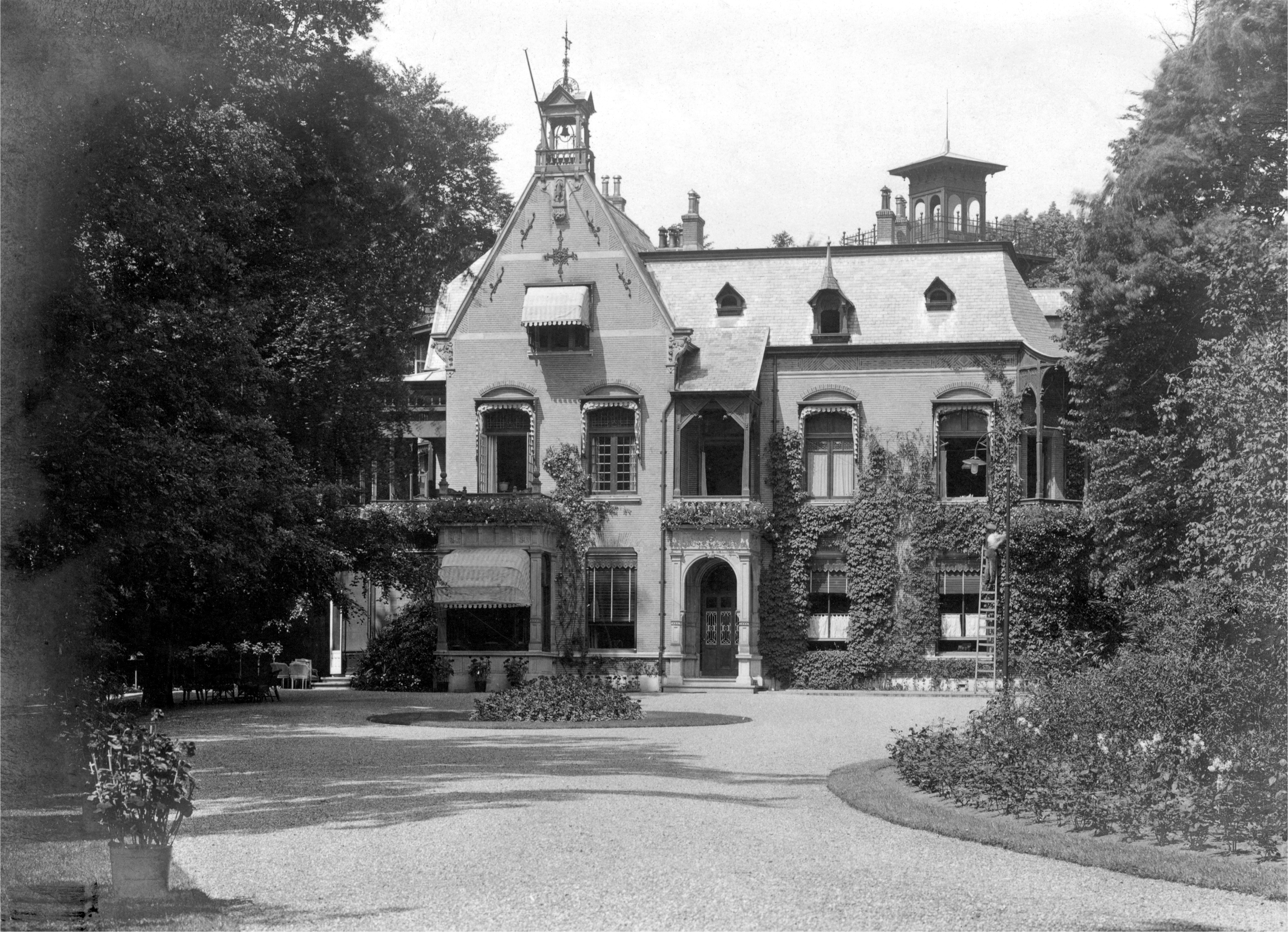
Villa De Rijp in Bloemendaal, etwa 1915
weitere Bilder

Der Börsengang wurde ein voller Erfolg und Stoop ein sehr reicher Mann. Er siedelte mit seiner Familie von Hilversum nach Bloemendaal um; dort fand er einen adäquaten Landsitz und kaufte de Rijp am 1. Juli 1897. Das von Architekt Paul du Rieu (1859–1901) erbaute Haupthaus Villa de Rijp des Landsitzes wurde sein neuer Familiensitz. Am 17. Februar 1898 wurde Stoops einziger Sohn Adriaan in Bloemendaal geboren.
Als sein Bruder Jan, der in seiner Abwesenheit die Geschäfte auf Java leitete, dringend Urlaub in Europa benötigte, reiste Stoop ein letztes Mal von November 1898 bis Juli 1899 nach Java um seinen Bruder zu vertreten.
Auf Stoops Initiative entstand 1901 die Bloemendaalsche Schulvereinigung. Stoop wollte seinen Kindern eine adäquate Schulbildung zukommen lassen, die bis dahin nicht in Bloemendaal verfügbar war, und übernahm ab 1902 die Finanzierung und den Bau der Grundschule in Bloemendaal. Der Ort befand sich Anfang des 20. Jahrhunderts im Umbruch vom ländlichen und naturnahen Dorf hin zu einer modernen Gemeinde.
Am 13. Januar 1902 starb Stoops Mutter in Dordrecht.

### Erste Bayerische Petroleum Gesellschaft (1902–1910)

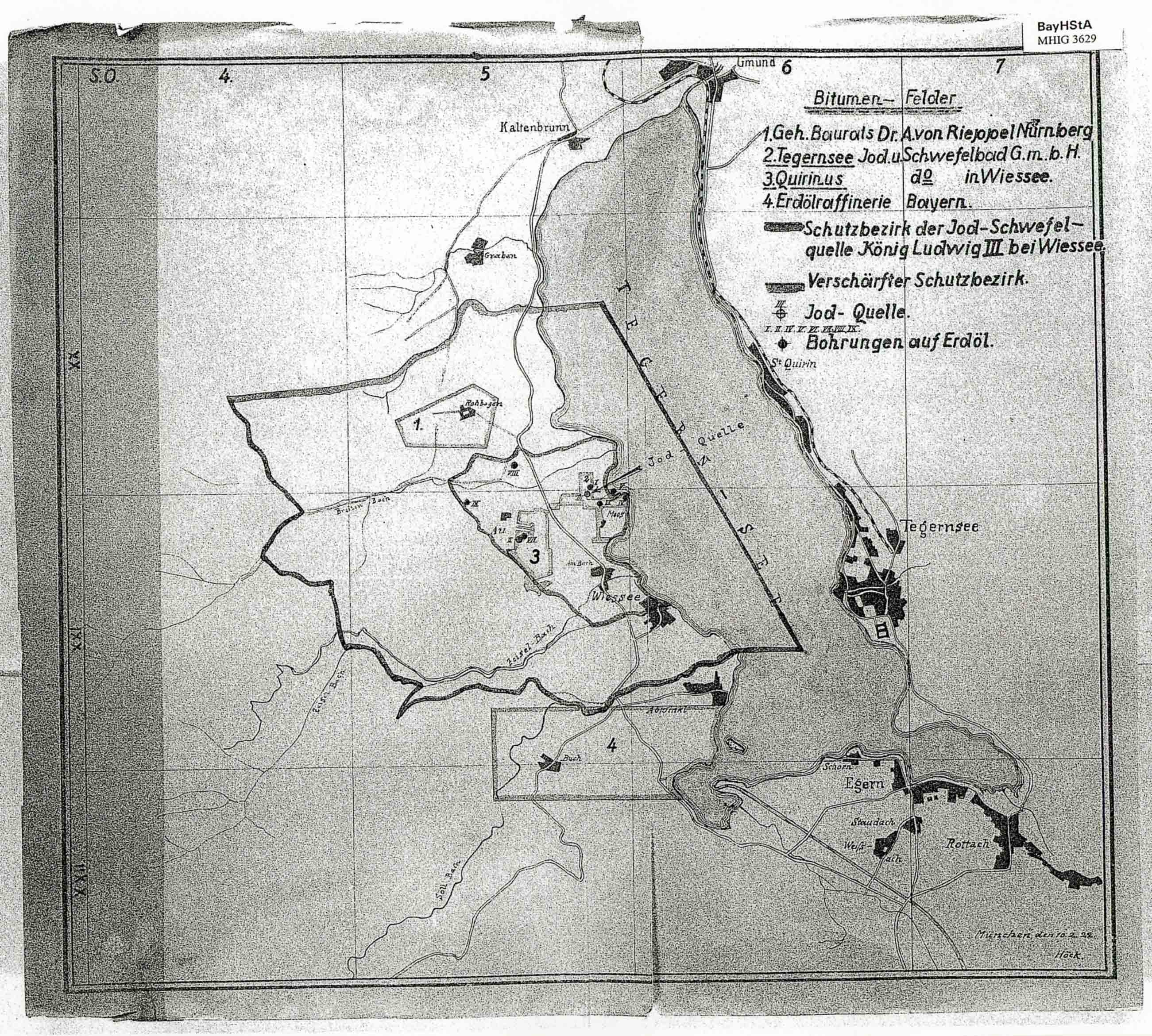
Ölfelder und Ölbohrungen in Wiessee

Im Jahr 1902 erfuhr Stoop in den Niederlanden von früheren Erdölfunden der Gesellschaft Erdölwerke Tegernsee in Wiessee am Tegernsee. Kurz vor der Jahrhundertwende wurde dort bereits Erdöl im Handpumpenverfahren gefördert, was sich jedoch als verlustreich herausstellte und sämtliche Unternehmungen eingestellt wurden. Stoops Interesse war geweckt, und er fand in einem Bericht des Oberbergdirektors Carl Wilhelm von Gümbel eine Beschreibung der hohen Qualität des Wiesseer Erdöls. Nach dem Einholen weiterer Gutachten erkundete er 1903 zusammen mit 2 Bohrmeistern und einem ortskundigen Bergführer das Westufer des Tegernsees und die östlichen Berge auf der Schlierseer Seite.
Da die Exploration vielversprechend war, erwarb er die Bohrrechte für den westlichen Teil des Tegernseer Tals und am 29. April 1904 wurde die erste Erkundungsbohrung genehmigt. Die Hälfte der veranschlagten Gesamtkosten in Höhe von etwa 200.000 Mark übernahm Stoop persönlich. Anfang September 1904 kam André Simon Driessen (1880–1956) als Bevollmächtigter der Dordtschen Petroleum Industrie Maatschappij nach Wiessee und begann mit den notwendigen Vorarbeiten für die Materialbeschaffung und die Erkundungsbohrung. Bereits am 6. Dezember 1904 war Bohrturm I südlich des Breitenbachs errichtet und am 2. Januar 1905 wurde Bohrturm II in Betrieb genommen.

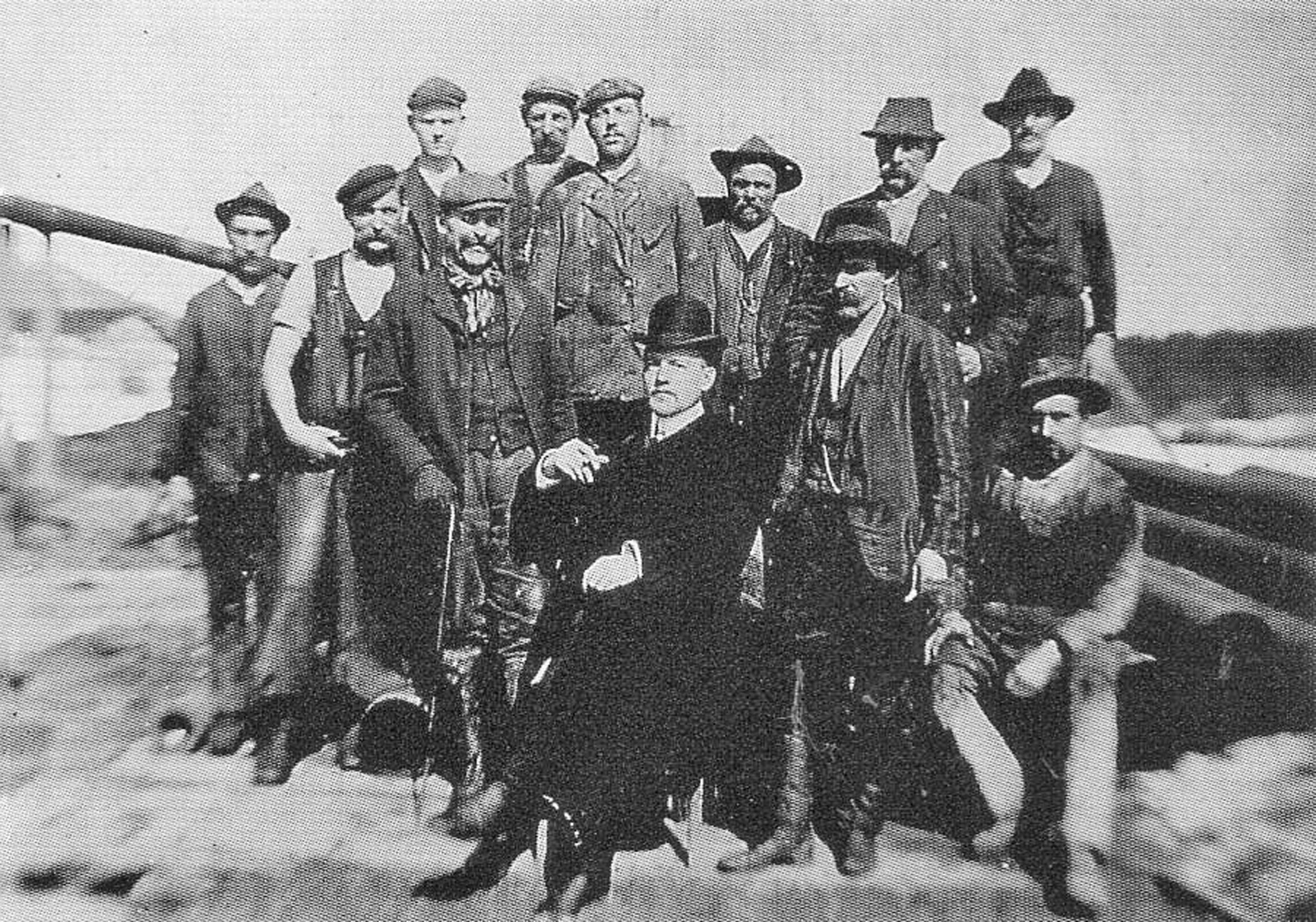
André Simon Driessen mit Bohrarbeitern, 1907

Trotz seiner reichen Erfahrungen auf Java gestalteten sich die Bohrungen sehr zeitaufwendig, da der Untergrund abwechselnd aus schräg liegenden Kiesel-Kalksteinschichten und grauem Schiefer bestand. Am 15. August 1906 nach fast zwei Jahren wurde bei Bohrung I in einer Tiefe von 501 Metern Erdöl gefunden und über einen Zeitraum von vier Monaten konnten etwa 248.000 Liter Öl gefördert werden. Von 1907 bis 1911 wurden über Bohrung I insgesamt etwa 651.000 Liter Öl gefördert.
Aufgrund dieses erfolgreichen Starts erfolgte am 18. April 1907 die Gründung der Ersten Bayerischen Petroleum-Gesellschaft mit einem Stammkapital von etwa 1,5 Millionen Mark an dem sich die börsennotierte Dordtsche Petroleum Industrie Maatschappij und Stoop persönlich mit je der Hälfte beteiligten. Betriebsdirektor der neuen Gesellschaft wurde André Simon Driessen.

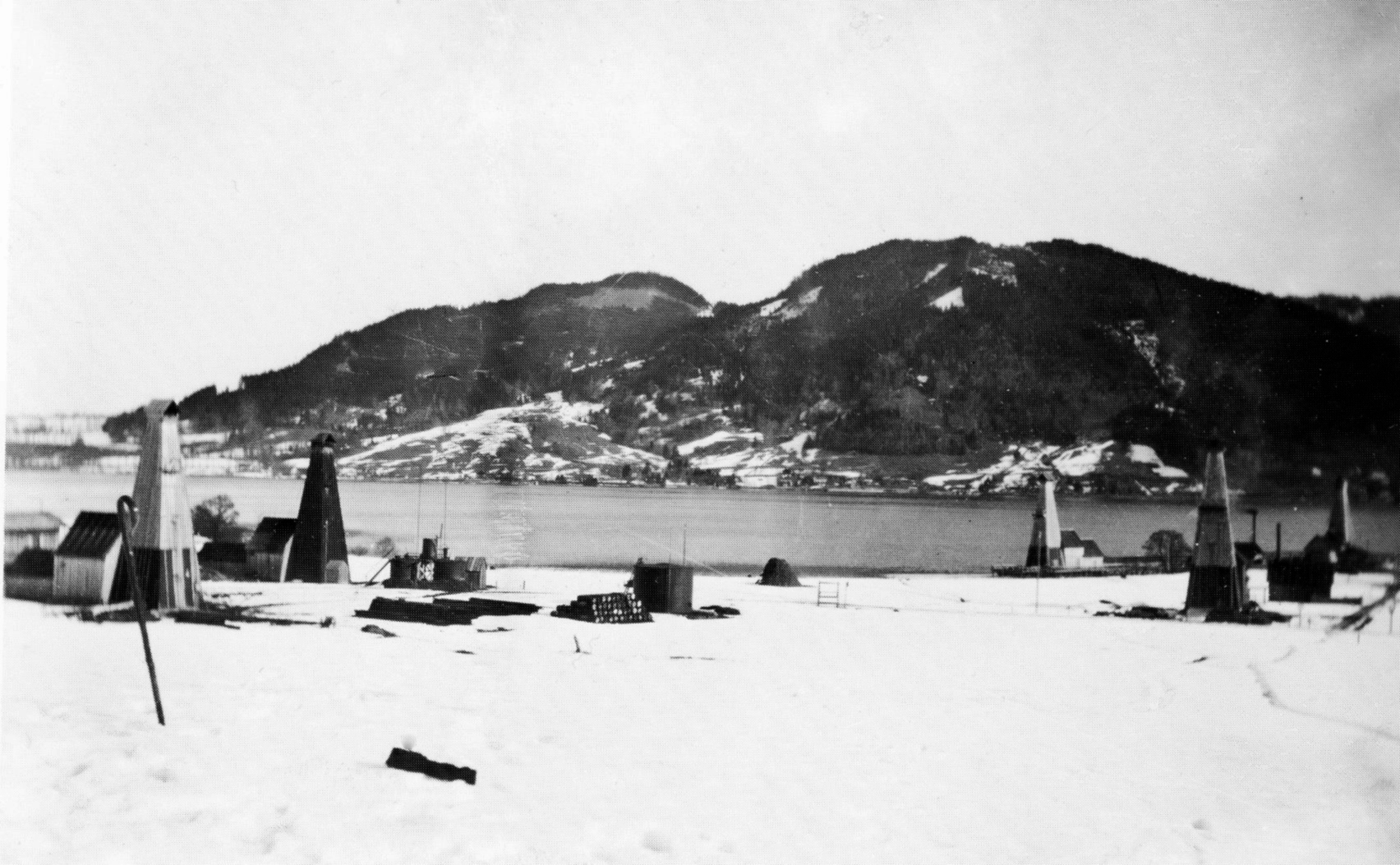
Bohrtürme in Wiessee, 1911

Es wurden insgesamt 11 Erdölbohrungen durchgeführt, von denen jedoch nur drei erfolgreich waren. Im Jahr 1908 förderte Bohrung IV etwa 327.000 Liter und Bohrung VII etwa 1,07 Millionen Liter Öl. Der Abtransport des Erdöls erfolgte zunächst in pferdebespannten Straßentankwagen zur Bahnlinie nach Gmund, wo das Öl in einen 500.000 Liter fassenden Stahltank gepumpt wurde. Der weitere Abtransport erfolgte durch Eisenbahntankwagen. Bedingt durch den Erfolg bei Bohrloch VII entschloss sich Stoop zum Bau der wahrscheinlich ersten Erdöl-Pipeline in Bayern entlang der Distriktstraße von Wiessee nach Gmund mit einer Gesamtlänge von etwa 6 Kilometern.

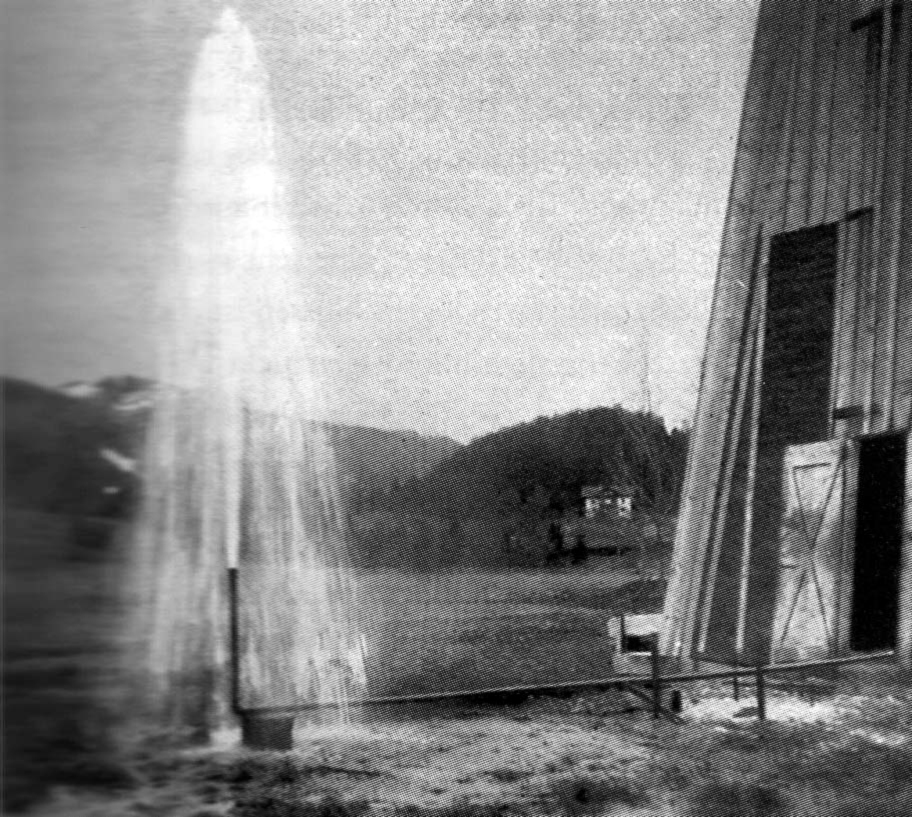
Iod-Schwefel Thermalquelle mit Bohrturm III in Wiessee, 1909

Am 27. Mai 1909 stieß Stoop bei Bohrarbeiten an Bohrloch III in einer Tiefe von 676 Metern auf ein ergiebiges Thermalwasservorkommen. Die intermittierende Quelle hatte einen Auswurf von etwa 1600 Liter/min und eine Temperatur von 21 Grad Celsius. Da sich nach einer Vertiefung der Bohrung auf 714 Meter kein Erdöl zeigte und das ebenfalls ausströmende Methangas einen üblen Geruch verbreitete, wurde der Schacht am 18. September 1909 wieder verschlossen. Ohne es zu Ahnen hatte Stoop die stärkste Iod-Schwefel-Thermalquelle in Deutschland gefunden.

### Stoop und seine Bäder (1910–1935)
Erst im Jahr 1910 erkannte der Wiesseer Arzt Erwin von Dessauer (1861–1938) nach einer balneologischen Untersuchung der Quelle ihre therapeutische Bedeutung. Auf seine Anregung hin wurden am 22. Juli 1910 die ersten Wiesseer Quellenbäder in zwei hölzernen Badezubern verabreicht. Es wurden Badekabinen errichtet und während des ersten Jahres etwa 300 Bäder verabreicht. Die Anzahl der Bäder stieg im Jahr 1911 bereits auf etwa 2000 an und Stoop begann mit der Planung eines Badehauses mit 12 Badekabinen.
Am 24. Juni 1911 wurde die Gesellschaft Dordtschen Petroleum Industrie Maatschappij durch Aktientausch eine Tochtergesellschaft der N.V. Koninklijke Nederlandse Petroleum Maatschappij und ging in der Gesellschaft N.V. Bataafsche Petroleum Maatschappij auf, die eine der Explorationsgesellschaften der heutigen Royal Dutch Shell war. Da das finanzielle Risiko für neue aufwendige Ölbohrungen in Bayern der Bataafschen zu hoch erschien, entschloss sich Stoop die gesamten Anteile der Ersten Bayerischen Petroleum-Gesellschaft persönlich zu übernehmen. Trotz des finanziellen Risikos wollte er die Erdölgesellschaft und den Badebetrieb mit der Heilquelle alleine weiterführen.

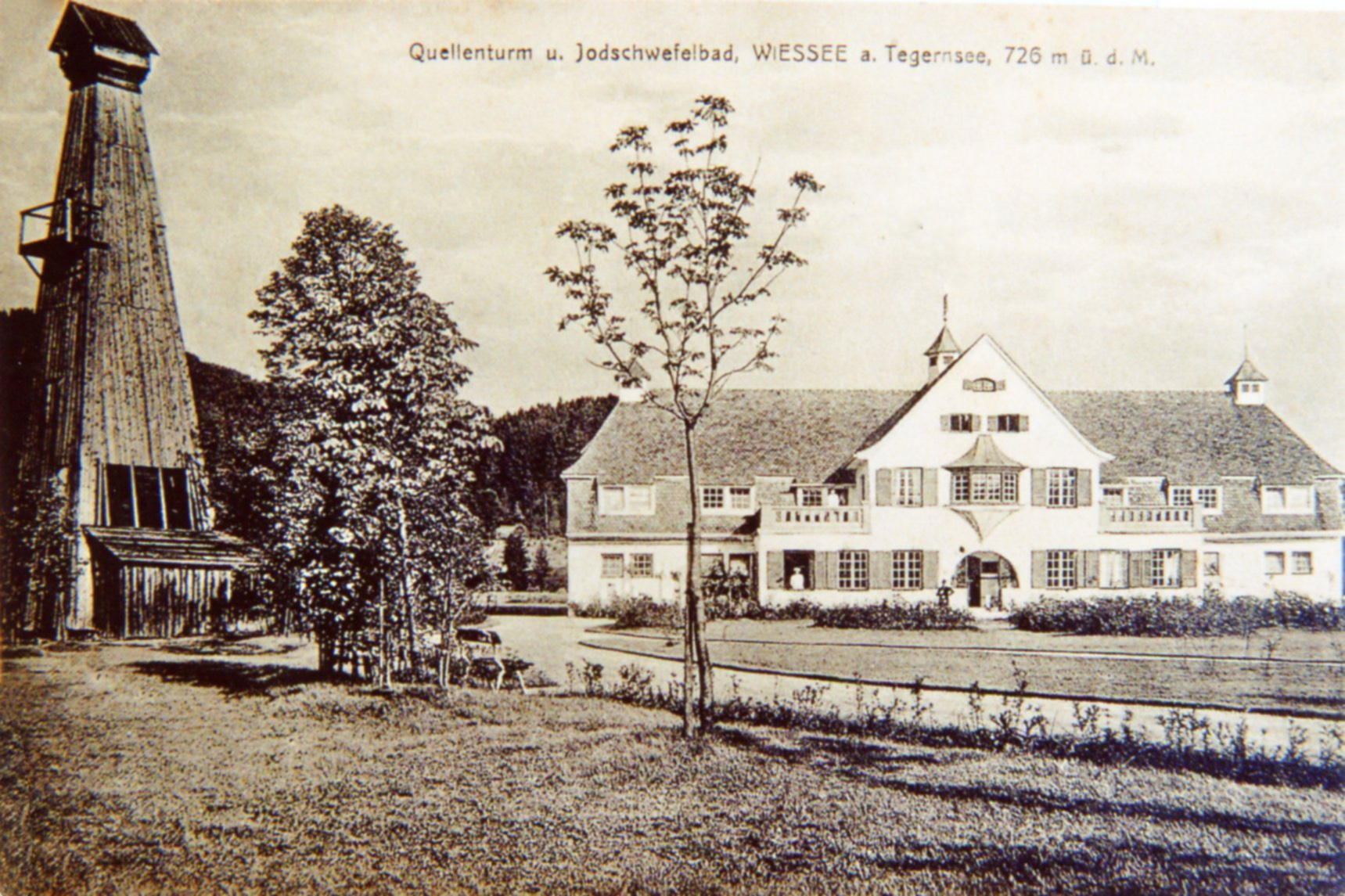
Badehaus mit Bohrturm III in Wiessee, 1912

Schließlich konnte am 6. Mai 1912 das vom Architekten Alois Degano (1887–1960) entworfen neue Badehaus in Betrieb genommen werden, woraufhin sich die Anzahl der Bäder auf etwa 6000 erhöhte.
Bis Ende des Jahres 1912 ging die Ergiebigkeit der Ölquellen so stark zurück, dass eine weitere Förderung unrentabel war und die Erdölproduktion in Bad Wiessee eingestellt wurde. Die bereits begonnenen Bohrungen X und XI wurden abgebrochen und der Schwerpunkt der Aktivitäten Stoops verlagerte sich von der Erdölgewinnung endgültig hin zum Kur- und Badebetrieb. Schon 1913 war das neue Badehaus bereits zu klein geworden für die etwa 10.000 verabreichten Bäder. Das Obergeschoss des Badehauses wurde um 16 Badekabinen erweitert und ein Inhalatorium für die Behandlung von Atemwegserkrankungen installiert. Auf Grund dieser Schwerpunktverlagerung wurde im Jahr 1914 die Erste Bayerische Petroleum Gesellschaft mbH umbenannt in die Jod-Schwefelbad Wiessee GmbH und André Simon Driessen (1880–1956) als der erste Badedirektor von Wiessee eingesetzt. Durch königlichen Erlass durfte Stoop die Heilquelle nach König Ludwig III., dem letzten König von Bayern, benennen.
Durch den Ausbruch des Ersten Weltkriegs 1914 nahm die Badesaison im Sommer ein jähes Ende, da viele der Kurgäste sofort abreisten und nur etwa 7700 Bäder in diesem Jahr verabreicht wurden. Während der Kriegsjahre konnte Stoop den Badebetrieb nur schwer aufrechterhalten, da die Versorgungslage in Deutschland insgesamt schwierig war und der Tourismus durch Reiseeinschränkungen stark abnahm. Ungeachtet dessen stieg die Anzahl der Bäder während der Kriegsjahre von 1915 bis 1918 auf etwa 17.500 an. Stoop unterstützte die Gemeinde Wiessee während der Kriegsjahre durch finanzielle Zuwendungen für den Kirchenbau, ein Darlehen für den Wasserleitungsbau und stellte der Nachbargemeinde Tegernsee Mittel für den Bau des Krankenhauses und die Unterstützung der Sanitätskolonne zur Verfügung.
Nach Kriegsende und dem Bau der 62 Meter langen hölzernen Trinkwandelhalle wurde der Badebetrieb am 25. Mai 1919 wieder regulär aufgenommen. Die Bäderanzahl pendelte sich auf etwa 14.500 ein und stieg im Jahr 1921 nach Freigabe des Fremdenverkehrs auf etwa 35.900 Bäder an. Es erfolgte ein kompletter Umbau des Badehauses mit einer Erweiterung auf 60 Bade- und 30 Ruheräume sowie eine Erneuerung des Inhalatoriums. Am 30. Juni 1922 bekommt der Ort Wiessee das Prädikat Bad verliehen und durfte sich fortan Bad Wiessee nennen. In Anerkennung der Leistungen Stoops und seiner Verdienste für die Gemeinde während der Kriegsjahre wurde Stoop im selben Jahr zum Ehrenbürger von Bad Wiessee ernannt.
Im Jahr 1926 erfolgte eine erneute Erweiterung des Badehauses auf 102 Kabinen. Auf Grund des gestiegenen Bedarfs an Badewasser wurden ab dem Frühjahr 1930 weitere Erkundungsbohrungen zur Aufschließung von zusätzlichen Quellen getätigt. Im Oktober 1930 stieß Stoop in einer Tiefe von 602 Metern auf eine neue ergiebige Quelle, die nach Königin Wilhelmina benannt wurde.
Am 14. April 1934 starb Stoops Frau Willemina.

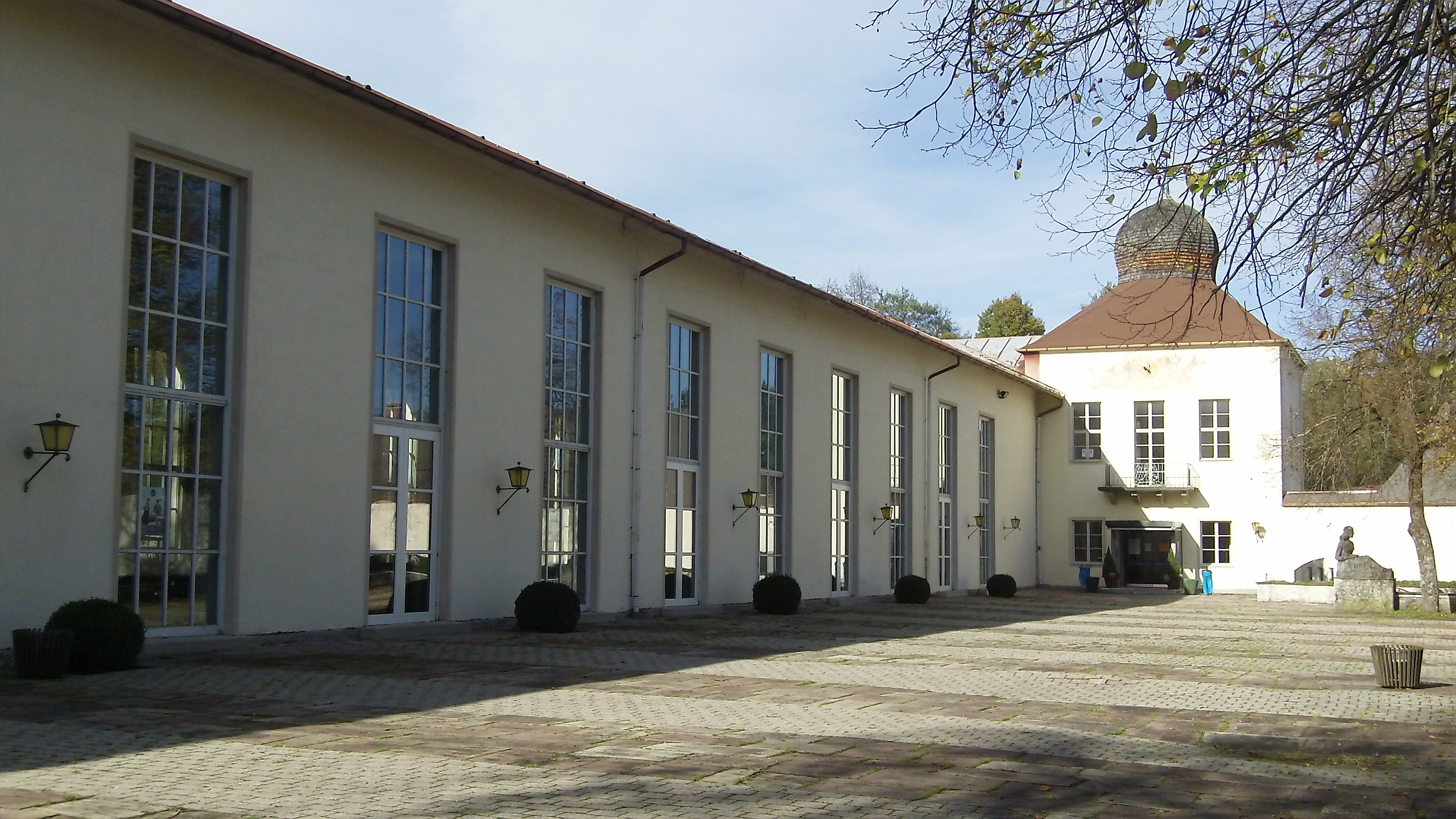
Wandelhalle mit Turmanbau des Jod-Schwefelbades, 2014

 Das Bad war 1935 auf dem Höhepunkt seines Erfolges mit der höchste Badefrequenz vor dem Zweiten Weltkrieg mit 156.000 Anwendungen und insgesamt 165 Badekabinen. Am 19. Mai 1935 wurde die neu errichtete Wandelhalle nach zweijähriger Bauzeit mit Konzert- und Theatersaal eingeweiht, die alte hölzerne Wandelhalle an den See verlegt und Bad Wiessee feierte das 25-jährige Gründungsjubiläum des Bades. Die Wandelhalle mit einer Fläche von 865 Quadratmetern wurde von Regierungsbaumeister Bruno Biehler gebaut, wohingegen Stoops bisheriger Hausarchitekt Alois Degano aus Kostengründen lediglich den an die Wandelhalle angrenzenden Theater- und Konzertsaal entwarf.
Am 7. September 1935 starb Adriaan Stoop in seinem Familiensitz Villa de Rijp in Bloemendaal.

## Persönliches

### Ehe und Familie
Adriaan lernte Willemina Bernardina van Deventer an der höheren Bürgerschule von Dordrecht kennen. Willemina, im familiären Kreis Miente genannt, wurde am 3. Februar 1859 in Dordrecht geboren. Ihr Vater Christiaan Julius van Deventer (1824–1892) war Doktor der Literatur und Schuldirektor der höheren Bürgerschule, die beide besuchten. Er genoss ein hohes Ansehen als Übersetzer aller Arten der klassischen Werke der Weltliteratur.
Kurz nachdem Stoop sein Diplom als Bergingenieur erworben hatte, verlobte er sich 1878 mit Willemina. In der Zeit, als er bedingt durch seinen Beruf auf Java stationiert war, lebte seine Verlobte in Dordrecht. Die beiden wurden durch eine Fernheirat mittels eines Bevollmächtigten am 25. August 1880 getraut und Willemina reiste zu ihrem Ehemann nach Java.
Willemina und Adriaan Stoop hatten fünf Kinder.
- Anne Marie (Riets) Stoop (* 25. August 1881, Surabaya; † 24. Dezember 1949, Harlem) Stoops älteste Tochter wurde auf Java geboren. Sie heiratete am 21. April 1906 Stephen Willem de Clercq (1878–1938) in Bloemendaal und lebte dort um 1928 im Haus De Boekhorst. Sie hatte 5 Kinder.[49]

- Cornelia (Cor) Stoop (* 25. März 1883, Surabaya; † 26. Oktober 1965, Huis ter Heide) wurde ebenfalls auf Java geboren und heiratete am 14. Januar 1908 Evert Jan Langelaan. Sie lebte um 1928 in Amersfoort.

- Elisabeth (Bep) Louise Marie Stoop (* 1. Dezember 1891, Oosterbeek; † 1968, Zeist) wurde in Oosterbeek in der Gemeinde Renkum in den Niederlanden geboren. Sie heiratete Dolf Kessler (1884–1945) am 14. April 1916 in Bloemendaal. Kessler war der Sohn von Jean Baptiste August Kessler, einem der Gründer der Royal Dutch Petroleum Company welche später zur Royal Dutch Shell wurde und 1911 die Gesellschaft ihres Vaters übernahm.[50]

- Theodora (Dörrie) Stoop (* 15. Juni 1895, Surabaya; † 2. Mai 1928, Erlenbach, Schweiz) die vierte Tochter Stoops wurde auf Java geboren und heiratete 1919 den Schweizer Kunsthändler, Künstler und Dichter Heinrich (Han) Coray (1880–1974). Sie lebte in Zürich und kam auf tragische Weise bei Erlenbach in der Schweiz ums Leben. In Erinnerung an sie wurde der Stiftungsfond Dorrie Stoop am 18. Oktober 1935 nach dem Tod Stoops aus ihrem Erbanteil gegründet.[51]

- Adriaan (Aad) Stoop (* 17. Februar 1898, Bloemendaal; † 5. Februar 1943, Den Haag) der einzige Sohn Stoops wuchs in den Niederlanden auf und heiratete am 1. September 1922 Lucie Mathilde Marcelle Marie Fuchs in Bloemendaal. Er hatte 6 Kinder und wohnte in Bloemendaal im Haus Hilverheuvel. Er arbeitete als Beamter im Justizministerium und leitete als Miteigentümer das Schwimmbad in Overveen, dass sein Vater ab 1916 erbaute.[52]

### Geschwister
Stoop wuchs in Dordrecht in einer großen Familie mit elf Kindern auf. Seine zehn Geschwister waren:
- François Stoop (* 29. November 1850, Dordrecht; † 14. März 1912) war Stoops ältester Bruder und verheiratet mit Anna Fangmann (* 17. Mai 1857; † 21. Juni 1914, Utrecht)[53]

- Johanna Christina Stoop (* 17. Juni 1852, Dordrecht; † 5. September 1876) heiratete am 22. April 1875 Emilius Jacobus Franciscus de Bruijn[54]

- Frederick (Freek) Cornelis Stoop (* 2. Januar 1854, Dordrecht; † 10. Juli 1933, Byfleet, England) war von Beruf Bankkaufmann und Börsenmakler in London. Er unterstützte seinen Bruder Adriaan bei der Mittelbeschaffung zur Gründung der Gesellschaft Dordtsche Petroleum Maatschappij und später beim Börsengang des Unternehmens.

- Anna Cornelia Gerarda Stoop (* 17. Mai 1855; † 21. Juli 1923, Den Haag)[55]

- Johan (Jan) Anthonij Stoop (* 10. Juli 1858, Dordrecht; † 5. Oktober 1931, Bad Wiessee) studierte ebenfalls an der Polytechnischen Hochschule in Delft und arbeitete bei seinem Bruder Adriaan bei der Dordtsche Petroleum Maatschappij in Java. Dort unternahm er im November 1899 eine legendäre Fahrt mit einem „Petroleum Auto“ von Surabaja nach Tjepu. Später unterstützte er die Gemeinde Dordrecht bei der Errichtung der Realschule im Jahr 1913 und gründete dafür einen Stiftungsfond.[56][57][58]
- Gerrit Stoop (26. Februar 1860, Dordrecht; † 3. November 1914) (aka. Gerard Stoop)[59]
- Theodoor (The) Stoop (* 20. Oktober 1861, Dordrecht; † 7. September 1933 in Dordrecht) studiert Medizin in Leiden und war ab 1891 Armenarzt in Dordrecht. Politisch engagiert er sich im Stadtrat von Dordrecht und war 1923 dort stellvertretender Bürgermeister.[60]
- Cornelis François (Frank) Stoop (* 13. Oktober 1863; † 7. November 1933, Londen) heiratete am 17. September 1890 Bertha Keller van Hoorn (1865–1928)[61]
- Adriana (Miap) Wilhelmina Stoop (27. März 1865, Dordrecht; † 1952) heiratete am 24. Oktober 1895 Johan Arthur Aiton[62]
- Jacob (Jaap) Cornelis Stoop (* 19. Februar 1867, Dordrecht; † 19. Dezember 1939, Dordrecht) der jüngste Bruder Stoops war von Beruf Bankkaufmann und Sekretär der Handelskammer in Dordrecht und wurde am 3. Juni 1935 durch königlichen Erlass in den Adelsstand erhoben. Er heiratete am 11. Oktober 1893 Coralie Vriesendorp (* 1871, Todesdatum unbekannt). Jacob übernahm die Nachfolge seines Vaters im Bankhauses „Stoop & Rens“, das sein Vater mitgegründet hatte. Während dieser Zeit wurde das Gebäude in der Wijnstraat 239 in Dordrecht umgebaut zu einem Bürogebäude. Dort arbeitete er als Bankdirektor in der Vorstandsetage im ersten Stock. Als 1921 die Bank von der Twentsche Bank übernommen wurde, führte er bis 1934 sein Amt weiter.[63]

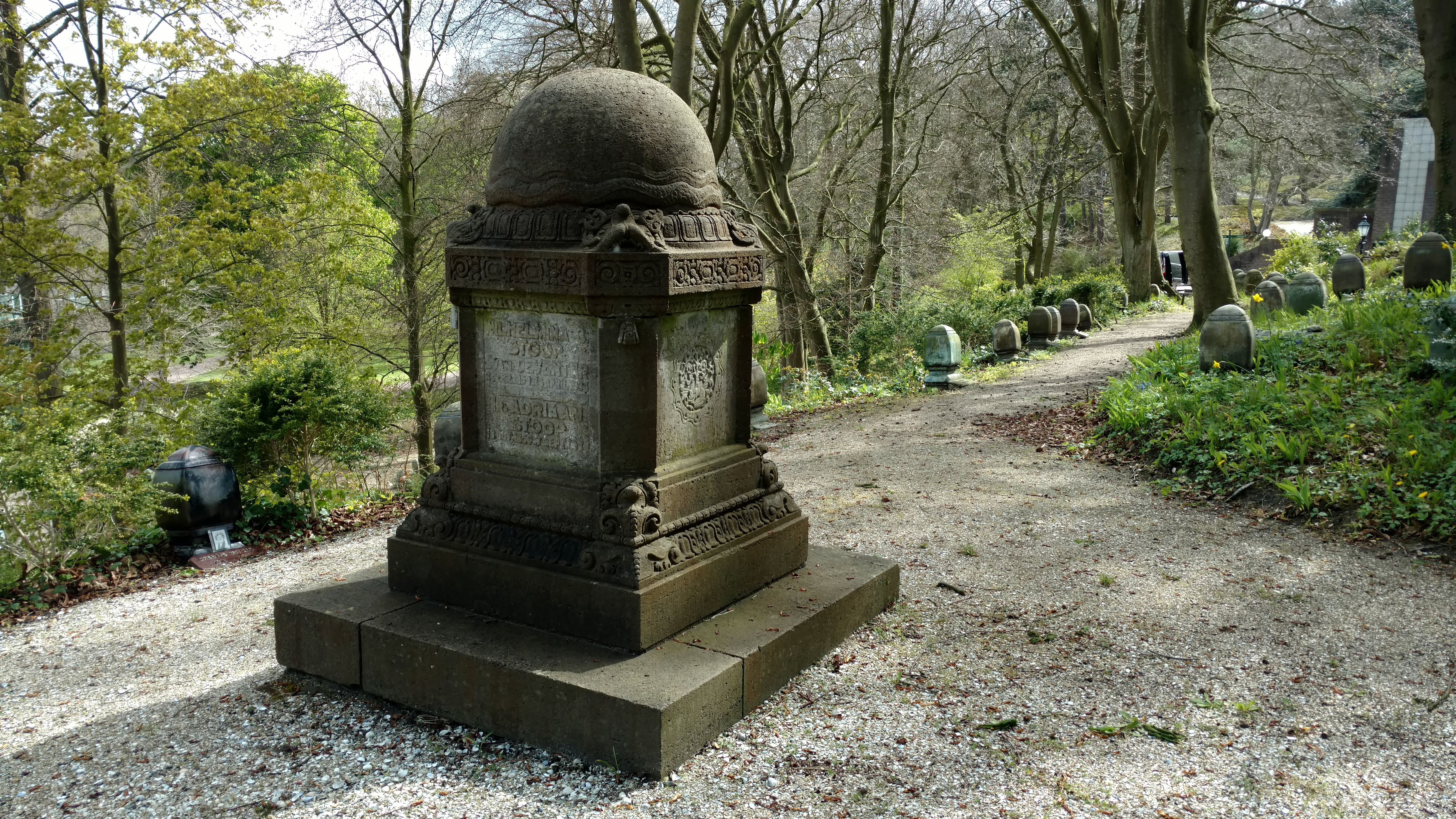
Grab von Adriaan und Willemina Stoop in Westerveld bei Driehuis in den Niederlanden

Das Grab von Stoop und seiner Frau Willemina befindet sich bei Driehuis in den Niederlanden auf dem Friedhof Westerveld.

## Ehrungen
- Ritter des Orden vom Niederländischen Löwen, Verleihung 19. September 1921.[65][2]
- Ehrenbürger von Bad Wiessee, Verleihung 1922
- Die Adrian-Stoop Straße in der Gemeinde Bad Wiessee, in welcher er sein Jod-Schwefelbad errichtete, wurde nach ihm benannt.[66]
- Der Adriaan Stoop-Platz und die Adriaan Stoop-Straße in Overveen (Niederlande), wo sich Stoops Bad und das Kennemer Gymnasium befinden, wurden nach ihm benannt.[67]

## Publikationen
- Der Pulsometer als Pumpwerkzeug bei spühlendem Bohren. In: C.F. Stemler (Hrsg.): Jaarboek van het mijnwezen in Nederlandsch-Indie. Batavia Landsdrukkerij, Amsterdam 1882 (niederländisch, Originaltitel: De pulsometer als pompwerktuig bij het spoelend boren.).[68]
- Über die Experimente für artesische Wasserversorgung in der Hauptstadt Surabaya. In: C.F. Stemler (Hrsg.): Jaarboek van het mijnwezen in Nederlandsch-Indie. Batavia Landsdrukkerij, Amsterdam 1883 (niederländisch, Originaltitel: Over de proefneming tot artesische watervoorziening ter hoofdplaats Soerabaja.).[68]
- Über die Geologie des Sees Klakah in der Provinz Probolinggo. In: C.F. Stemler (Hrsg.): Jaarboek van het mijnwezen in Nederlandsch-Indie. Batavia Landsdrukkerij, Amsterdam 1883 (niederländisch, Originaltitel: Over de Geologie van het Meer Klakah in de Residentie Probolinggo.).[68]
- Eine geologische Untersuchung in der Provinz Probolinggo. In: C.F. Stemler (Hrsg.): Jaarboek van het mijnwezen in Nederlandsch-Indie. Band 13, Nr. 1. Batavia Landsdrukkerij, Amsterdam 1884, S. 217–229 (niederländisch, Archive.org [abgerufen am 6. September 2015] Originaltitel: Een geologische Verkenningstocht in de Residentie Probolinggo.).
- Berechnung des Durchmessers von Steigleitungen in artesischen Brunnen. In: C.F. Stemler (Hrsg.): Jaarboek van het mijnwezen in Nederlandsch-Indie. Batavia Landsdrukkerij, Amsterdam 1885, S. 197 (niederländisch, Originaltitel: Berekening van den diameter van stijgbuizen bij artesische putten.).[68]
- Bericht über die Petroleumindustrie in Nord-Amerika. Veröffentlicht von dem Bergingenieur A. Stoop. In: Joh. G. Stemler (Hrsg.): Jaarboek van het mijnwezen in Nederlandsch-Indie. Band 17, Nr. 2. Batavia Landsdrukkerij, Amsterdam 1888, S. 5–273 (niederländisch, Archive.org [abgerufen am 6. September 2015] Originaltitel: Rapport over de Petroleum-Industrie in Noord-Amerika, uitgebracht door den mijningenieur A. Stoop.).